# Casorezzo
Casorezzo ist eine italienische Gemeinde mit 5642 Einwohnern (Stand 31. Dezember 2023) in der Metropolitanstadt Mailand, Region Lombardei.
Die Nachbarorte von Casorezzo sind Parabiago, Busto Garolfo, Inveruno, Arluno und Ossona.

## Bevölkerungsentwicklung
Casorezzo zählt 1945 Privathaushalte. Zwischen 1991 und 2001 stieg die Einwohnerzahl von 4307 auf 4633. Dies entspricht einem prozentualen Zuwachs von 7,6 %.